# Frank Farina
Frank Farina (Darwin, 5 de setembre de 1964) és un exfutbolista australià d'ascendència italiana que jugava com a davanter. Fou internacional amb el seu pais. Actualment fa d'entrenador.

## Biografia
Després d'haver-se donat a conèixer a Austràlia amb els equips Canberra Arrows, Sydney City i Marconi Fairfield, va passar a jugar a Europa, fitxat pel FC Bruges, on va obtenir un gran èxit en ser nomenat millor golegador i millor jugador estranger de la lliga belga. Posteriorment, la seva carrera com a jugador va patir alts i baixos a Itàlia a l'AS Bari, a Anglaterra al Notts County i a França al RC Strasbourg i al Lille OSC.
L'agost de 1999, va esdevenir entrenador de la selecció de futbol d'Austràlia, lloc que ocuparia fins al juny de 2005, quan va haver de dimitir pels mals resultats dels Socceroos a la copa confederacions.

## Carrera com a jugador
- 1982-1983: Australian Institute of Sport  Austràlia
- 1983-1984: Canberra Arrows  Austràlia
- 1984-1986: Sydney FC  Austràlia
- 1986-1988: Marconi Stallions FC  Austràlia
- 1988-1991: Club Brugge  Bèlgica
- 1991-1991: AS Bari  Itàlia
- 1991-1992: Notts County  Anglaterra
- 1992-1994: RC Strasbourg  França (47 partits/14 gols)
- 1994-1995: Lille OSC  França (27/6)
- 1995-1995: SV Waregem  Bèlgica
- 1995-1998: Brisbane Strikers  Austràlia
- 1998-1999: Marconi Fairfield  Austràlia

## Carrera com a entrenador
- 1996-1998: Brisbane Strikers  Austràlia
- 1998-1999: Marconi Stallions FC  Austràlia
- 1999-2006: Selecció de futbol d'Austràlia
- 2006-2009: Queensland Roar FC  Austràlia
- 2011-2012: Selecció de futbol de Papua Nova Guinea
- 2012-2014: Sydney Football Club[3]

## Palmarès com a jugador
- 1987: Millor golejador de la NSL
- 1988: Jugador de l'any a Oceania
- 1989-90: Millor golejador de la Lliga belga de futbol
- 1989-90: Millor jugador estranger de la Lliga belga de futbol
- 67 cops internacional amb la selecció de futbol d'Austràlia (14 gols)
- 1990: Campió de la Lliga belga de futbol
- 1991: Campió de la Copa belga de futbol